# Herpesvirales
Herpesvirales es un orden de virus que infectan a los animales. Entre las enfermedades que causan a los seres humanos destacan la varicela, el herpes genital y el sarcoma de Kaposi. En el marco del esquema de la Clasificación de Baltimore se integran en el Grupo I, ya que tienen un genoma ADN bicatenario. El tamaño del genoma está comprendido entre 125 y 290 kpb. Las partículas virales presentan una capside icosaedral compuesta de 12 capsómeros pentavalentes y 150 hexavalentes (T=16).

## Clasificación y filogenia

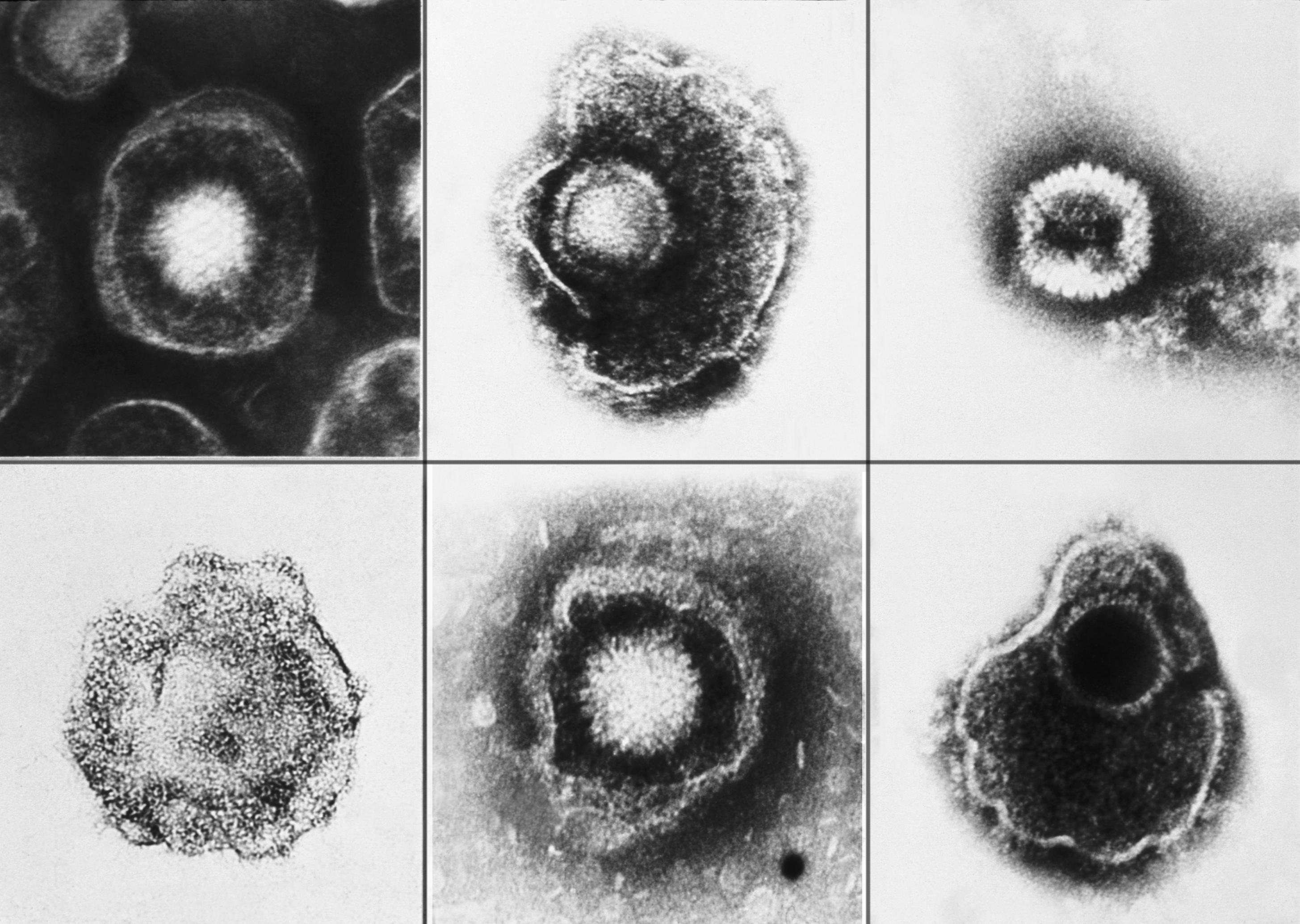
Varios virus de la familia Herpesviridae vistos con un microscopio electrónico. Entre estos miembros se encuentra la varicela-zóster y el herpes simple tipo 1 y 2 (HSV-1, HSV-2).

El orden Herpesvirales contiene tres familias: Herpesviridae, que infecta a mamíferos, aves y  reptiles, Alloherpesviridae, que infecta a peces y anfibios, y Malacoherpesviridae, que infecta a bivalvos.
Las filogenias construidas a partir de las regiones conservativas de la subunidad ATPasa de la ADN terminasa sugieren que Alloherpesviridae es el clado basal del orden y que Herpesviridae y Malacoherpesviridae son clados hermanos que se originaron posteriormente. Dadas las distancias filogenéticas entre invertebrados y vertebrados, se supone que los herpesvirus inicialmente infectaron a los animales acuáticos y que han acompañado a los vertebrados en su evolución desde los peces a los mamíferos pasando por las etapas intermedias de anfibios y reptiles. Sus antepasados son los clásicos caudovirus de procariotas (clase Caudoviricetes) según análisis filogenéticos y además ambos presentan una proteína única en la cápside llamada HK97-MCP. Los caudovirus son importantes párasitos de bacterias y arqueas ya que infectan a casi todos sus filos.